# Molgoretta
Il Molgoretta o Molgorella (Mùlgureta in dialetto brianzolo) è un corso d'acqua a carattere torrentizio che scorre per 10 chilometri a cavallo tra la provincia di Lecco e la provincia di Monza e Brianza. La sorgente di questo ruscello è localizzata nella Valle Santa Croce, compresa nel Parco regionale di Montevecchia e della Valle di Curone, e precisamente nel territorio del comune di Missaglia (LC). Il Molgorella riceve poi le acque del Curone a Osnago e quelle del Lavandaia a Lomagna, per poi gettarsi da destra nel Molgora a Usmate Velate (MB).